# Mikołaj Mikuliński
Mikołaj Mikuliński herbu własnego – pisarz ziemski bracławski.
poseł na sejm pacyfikacyjny 1589 roku z województwa podlaskiego, podpisał traktat bytomsko-będziński.